# Las Pomas, Guanajuato
Las Pomas är en ort i Mexiko.   Den ligger i kommunen San José Iturbide och delstaten Guanajuato, i den centrala delen av landet, 230 km nordväst om huvudstaden Mexico City. Las Pomas ligger 2 078 meter över havet och antalet invånare är 199.
Terrängen runt Las Pomas är platt norrut, men söderut är den kuperad. Terrängen runt Las Pomas sluttar norrut. Runt Las Pomas är det ganska tätbefolkat, med 124 invånare per kvadratkilometer. Närmaste större samhälle är San José Iturbide, 11,1 km öster om Las Pomas. Trakten runt Las Pomas består i huvudsak av gräsmarker.